# Sông Isar
Sông Isar  dài 295 km, bắt nguồn từ dãy núi Karwendel trong bang Tirol (Áo) chảy từ Scharnitz sang Mittenwald bang Bayern (Đức). Rồi từ đó chảy qua các xã hoặc thành phố như Bad Tölz, Geretsried, München, Freising, Moosburg, Landshut, Dingolfing, Landau an der Isar cũng như Plattling và ở gần thành phố Deggendorf nó nhập vào sông Donau. Sau sông Donau; Inn và Main, sông Isar là con sông dài thứ tư của Bayern.
Các phụ lưu quan trọng nhất của sông Isar là sông Amper nhập vào ở Moosburg, kế đó là sông Loisach chảy vào ở Wolfratshausen.

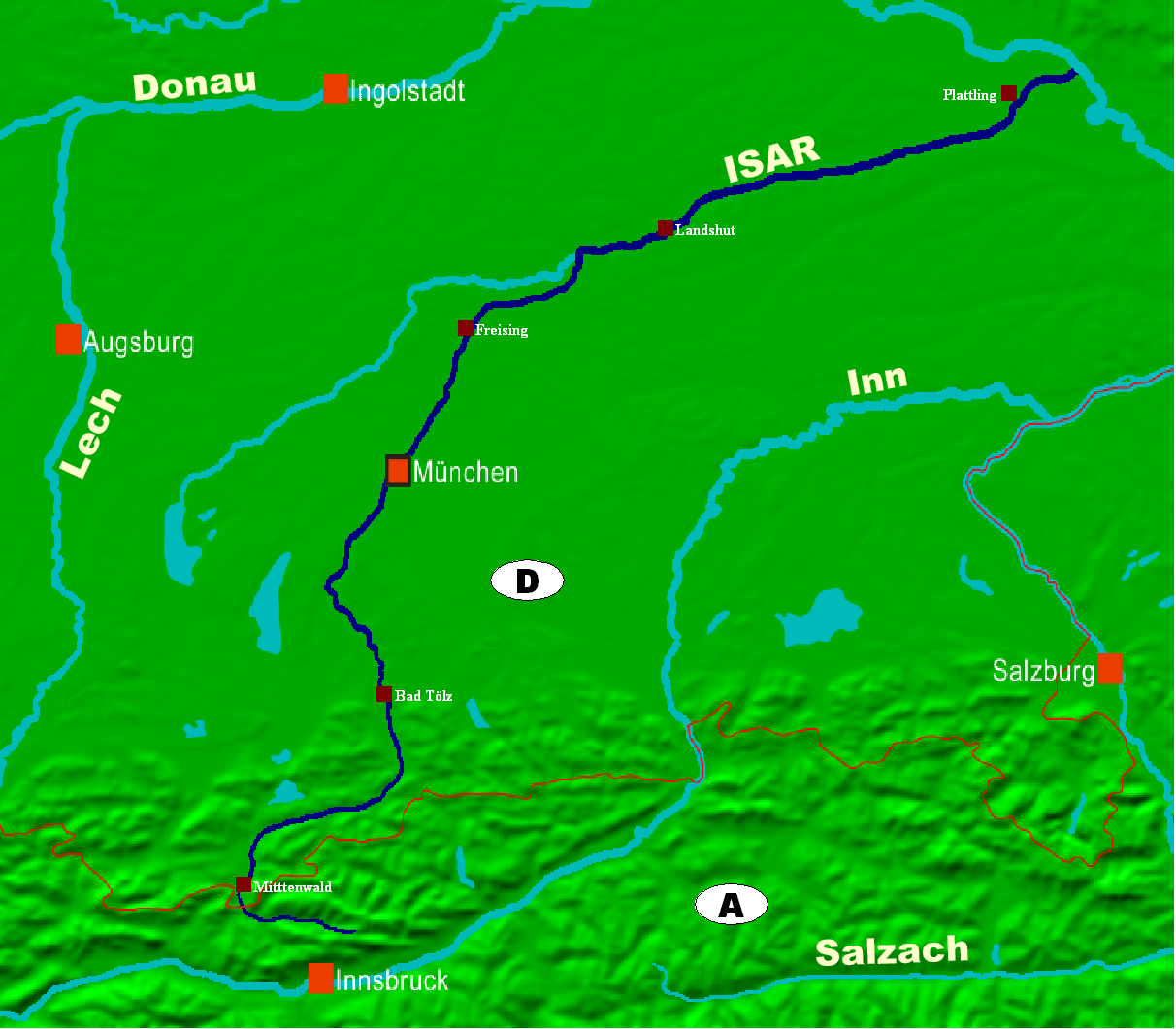
Bản đồ sông Isar